# Don Marquis
Donald Robert Perry Marquis (né le 29 juillet 1878 à Walnut, Illinois, et mort le 29 décembre 1937 à New York) était un humoriste, journaliste et auteur américain. Il a été à la fois romancier, poète, chroniqueur et auteur dramatique. On se souvient surtout de lui pour la création des personnages "Archy" et "Mehitabel", auteurs fictifs de vers humoristiques. Au cours de sa vie, il fut également célèbre pour la création d'un autre personnage fictif, "the Old Soak", qui a fait l'objet de deux livres, d'un succès de Broadway (1922-23), un film muet (1926) et un film parlant (1937).

## Biographie
Marquis a grandi à Walnut, dans l'Illinois. David, son frère, est mort en 1892, à l'âge de 20 ans, et son père James est mort en 1897. Après avoir obtenu son diplôme à la fin du lycée de Walnut en 1894, il participa à la Knox Academy, une classe préparatoire aujourd'hui disparue au programme du Knox College, en 1896, mais la quitta au bout de trois mois. De 1902 à 1907, il a fit partie du comité de rédaction de l'Atlanta Journal où il écrivit de nombreux éditoriaux au cours de la campagne électorale animée qui opposait son éditeur Hoke Smith et le futur gagnant du Prix Pulitzer, Clark Howell (Smith l'a emporté).
En 1909, Marquis a épousé Reina Melcher, avec qui il a eu un fils, Robert (1915-1921) et une fille, Barbara (1918-1931). Reina est décédé le 2 décembre 1923.
Trois ans plus tard, Marquis épousa l'actrice Marjorie Potts Vonnegut, dont le premier mari, l'acteur Walter Vonnegut, était un cousin de l'auteur américain, dramaturge et écrivain satirique Kurt Vonnegut Jr. Elle mourut dans son sommeil, le 25 octobre 1936.
Marquis est mort d'un AVC survenu après trois précédents qui l'avaient laissé partiellement paralysé.
Le 23 août 1943, la Marine des États-Unis a baptisé en sa mémoire un Liberty ship, l'USS Don Marquis (IX-215).

## Carrière
Marquis a commencé à travailler en 1912 pour journal new-yorkais Evening Sun et publié pendant les onze années suivantes une tribune quotidienne, "The Sun Dial" (le cadran solaire). Au cours de 1922, il a quitté l'Evening Sun (devenu The Sun en 1920) pour le New York Tribune (rebaptisé le New York Herald Tribune en 1924), où sa chronique quotidienne, The Tower (La Tour), puis plus tard The Lantern (La Lanterne) a connu un grand succès. Il a régulièrement fourni des chroniques et des histoires courtes pour le Saturday Evening Post, Collier's et le magazine American ainsi que dans les magazines Harper's, Scribner's, le Golden Book et le Cosmopolitan.
Marquis est surtout connu pour Archie, une blatte de fiction (un personnage créé en 1916) qui avait été un poète librettiste dans une vie antérieure, et soi-disant saisissait des poèmes sur la machine à écrire de Marquis en sautant sur les touches. Archie tapait généralement en lettres minuscules, sans ponctuation, car il ne pouvait garder la touche maj enfoncée. Ses versets sont une sorte de satire sociale, et ont été utilisés par le Marquis dans ses chroniques journalistiques intitulées "Archie et Mehitabel"; Mehitabel était un chat de gouttière, compagnon occasionnel d'Archie et sujet de certaines strophes. Les articles "Archie et Mehitabel" ont été illustrés par le dessinateur George Herriman, davantage connu de la postérité comme auteur du journal de bandes-dessinées Krazy Kat. Parmi les autres personnages développés par le Marquis, on peut citer Pete le Chiot, Clarence le fantôme, et un crapaud égocentrique nommé Warty Bliggins.
Marquis est l'auteur d'environ 35 livres. Il coécrivit (ou contribua à titre posthume) aux films The Sports Pages, Shinbone Alley, The Good Old Soak et Skippy. Le film de 1926 The Cruise of the Jasper B était prétendument inspiré de sa nouvelle éponyme de 1916, bien que les deux intrigues aient peu de choses en commun.

## Littérature
- 1912 : Danny's Own Story (roman)
- 1915 : Dreams & Dust (poèmes)

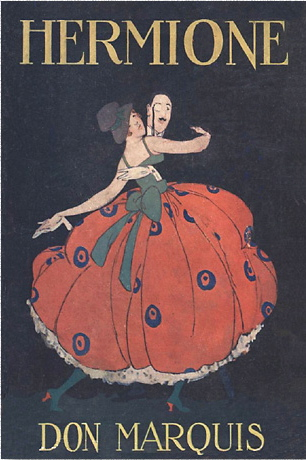
Image numérique de la jacquette dHermione and her Little Group of Serious Thinkers, une œuvre de jeunesse produite en 1916 (première édition, couverture rigide).

- 1916 : Cruise of the Jasper B. (roman)
- 1916 : Hermione and Her Little Group of Serious Thinkers (saynètes)
- 1919 : Prefaces (compositions)
- 1921 : The Old Soak and Hail and Farewell (saynètes) Dramatized 1921, 1926, 1937.
- 1921 : Carter and Other People (nouvelles)
- 1921 : Noah an' Jonah an' Cap'n John Smith (poèmes, saynètes)
- 1922 : Poems and Portraits (poèmes)
- 1922 : Sonnets to a Red-Haired Lady and Famous Love Affairs (poèmes)
- 1922 : The Revolt of the Oyster (nouvelles)
- 1924 : The Dark Hours (pièce) Cette histoire du procès, de la passion et de la crucifixion de Jésus a été donnée en première professionnelle le 14 mars 1932 au Maryland Theatre à Baltimore, Maryland. Bretaigne Windust dirigeait la troupe  the University Players avec une distribution de plus de 50 acteurs, dont Joshua Logan interprétant Caiaphas, Charles Crane Leatherbee jouant Pilate, Henry Fonda pour Pierre, et Kent Smith dans le rôle de Jésus. La pièce fut ensuite jouée au Broadway le 14 novembre 1932 et représentée 8 fois. Cf. Houghton, Norris. But Not Forgotten: The Adventure of the University Players, New York, William Sloane Associates: 1951, pp. 285–6.
- 1924 : Pandora Lifts the Lid (roman)
- 1924 : Words and Thoughts (pièce)
- 1924 : The Awakening (poèmes)
- 1927 : Out of the Sea (pièce)
- 1927 : The Almost Perfect State (composition)
- 1927 : Archy and Mehitabel (poèmes, saynètes)
- 1928 : Love Sonnets of a Cave Man (poèmes)
- 1928 : When the Turtles Sing (nouvelles)
- 1929 : A Variety of People (nouvelles)
- 1930 : Off the Arm (roman)
- 1933 : Archy's Life of Mehitabel (poèmes, saynètes)
- 1934 : Master of the Revels (pièce)
- 1934 : Chapters for the Orthodox (nouvelles)
- 1935 : Archy Does His Part (poèmes, saynètes)
- 1936 : Sun Dial Time (nouvelles)
- 1939 : Sons of the Puritans (roman)
- 1940 : The Lives and Times of Archy and Mehitabel (recueil)
- 1946 : The Best of Don Marquis (recueil)
- 1978 : Everything's Jake (pièce)
- 1982 : Selected Letters of Don Marquis (lettres) édité par by William McCollum Jr.
- 1996 : Archyology (poèmes, saynètes) édité par Jeff Adams.
- 1998 : Archyology ii (poèmes, saynètes) édité par Jeff Adams.
- 2006 : The Annotated Archy and Mehitabel (poèmes, saynètes) édité par Michael Sims.

## Dans la culture populaire
- Don Marquis est cité au côté d'Edith Sitwell dans le roman American Gods de Neil Gaiman. Ils sont décrits par un personnage comme les plus grands auteurs de leur siècle, sans explications supplémentaires.